# Julien Fourgeaud
Julien Fourgeaud, né le 25 avril 1980 et décédé le 6 août 2014 est un ancien directeur stratégique de Rovio, et un des cofondateurs du constructeur de voitures de sport électriques Scarlet Motors,.

## Biographie
Ingénieur diplômé de l'EFREI en 2004 , il commence sa carrière chez Nokia, et participe à des projets dont le Nokia Série E  et le Nokia Série N, transitions du clavier vers l'interface tactile. Il a dirigé l'effort fondamental de l'intégration de tiers pour le Nokia N97 en 2009, sur la base de Symbian OS, développé par une communauté Symbian, sous l'égide de la Fondation Symbian, dont Julien Fourgeaud était le porte-parole.
Au sein de Rovio, il a pris part au développement de nouveaux services et produits.

## Réferences
1. ↑  Parmy Olson, « Another Angry Birds Manager Flies The Nest », Forbes,‎ 13 août 2012 (lire en ligne, consulté le 30 août 2012)
2. ↑  Elaine Jung, « Ex-Rovio Julien Fourgeaud on why he left Angry Birds to start Scarlet Motors », VentureBeat,‎ 29 août 2012 (lire en ligne, consulté le 30 août 2012)
3. ↑  « "Parcours d'un ingénieur: Julien Fourgeaud, promotion 2004" », 22 juin 2011 (consulté le 20 octobre 2024)
4. ↑  B Staska, « Chat with Julien Fourgeaud about Symbian, Symbian^3, Nokia N8 and other stuff », Unwiredview,‎ 10 mai 2010 (lire en ligne, consulté le 30 août 2012)
5. ↑  Jon Mundy, « Interview: Rovio on the origin of Angry Birds, being inspired by swine flu, and why you may never see an Angry Birds 2 » [archive du 17 octobre 2010], sur Pocket Gamer, 13 octobre 2010 (consulté le 30 novembre 2010)